# Turkuská romantika

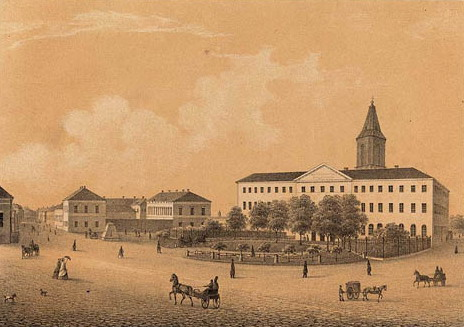
Královská akademie v Turku

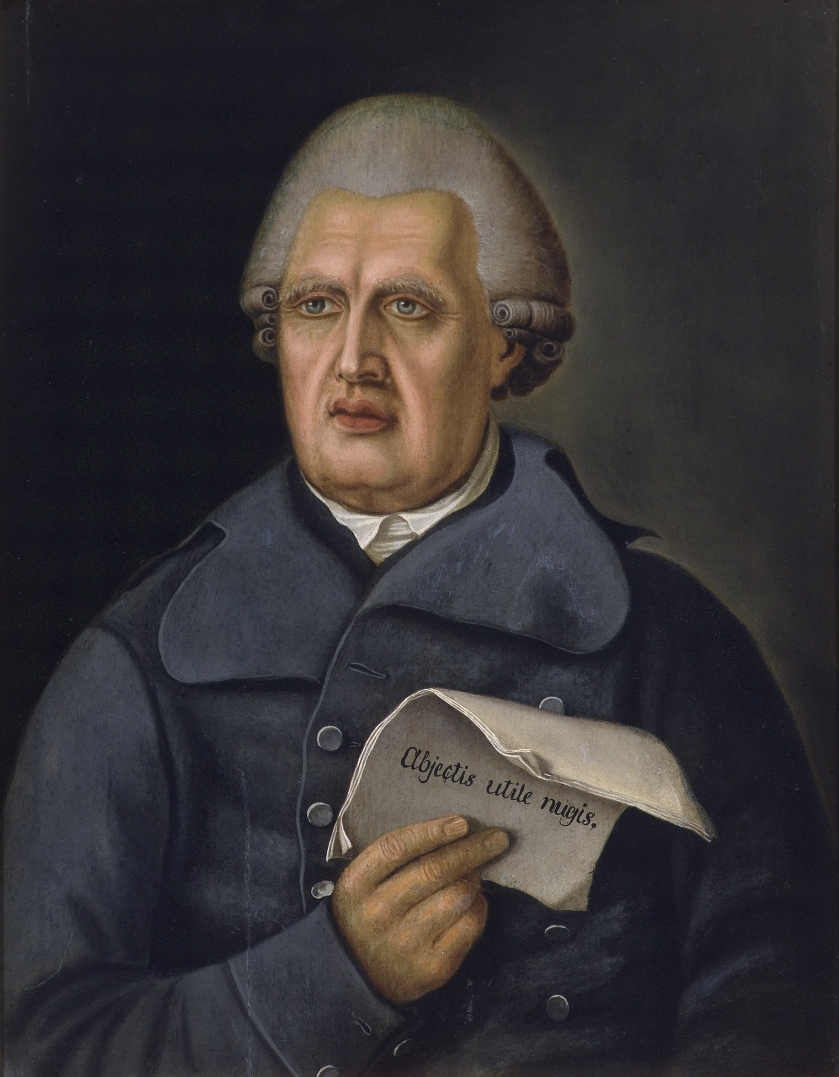
Henrik Gabriel Porthan

Turkuská romantika nebo také Turkuský romantismus (finsky Turun romantiikka, švédsky Åboromantiken) bylo politicko-literární hnutí vzniklé na Královské akademii v Turku na počátku 19. století. Název jako první použil finsko-švédský lingvista a literární historik Jarl Werner Söderhjelm ve svém díle Åboromantiken och dess samband med utländska idéströmningar publikovaném v roce 1915.
Hnutí v sobě spojilo vlivy evropského romantismu a intelektuální dědictví Henrika Gabriela Porthana, profesora na této akademii. Šlo o skupinu vzdělanců působících na akademii v Turku, kteří byli syti racionálních osvícenských myšlenek a hledali nové intelektuální podněty, které našli v romantismu. Představitelé této skupiny otevřeli otázku hledání národní finské identity spojenou se zaměřením na vývoj finštiny jako národního jazyka, který pomůže národu k samostatnosti. V jejich dílech se různým způsobem projevovaly tři hlavní proudy hnutí: politický, vědecký a umělecko-literární.

## Historie

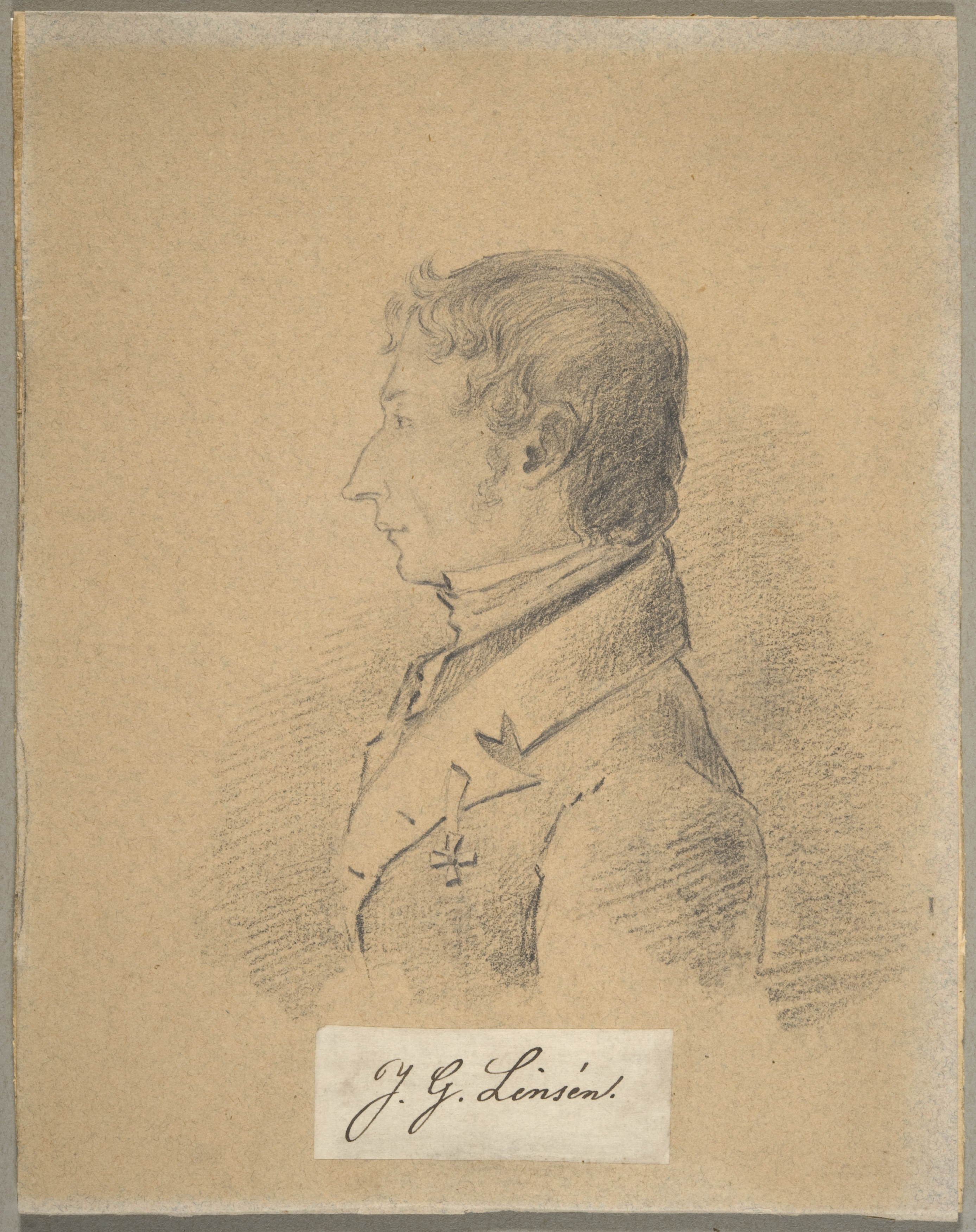
Johan Gabriel Linsén

Počátky hnutí lze datovat do roku 1809, kdy bylo po finské válce od Švédska odtrhnuto území tehdejšího švédského Finska a ustanoveno Finské velkoknížectví v rámci Ruského impéria. Oficiální instituce Finského velkoknížectví romantiky v Turku do jisté míry podporovaly, protože jakákoliv forma oddělení Finska od Švédska byla v zájmu Ruska. Společně s toto novou situací se ve Finsku objevila otázka národní identity. Právě romantické myšlenky pomohly představitelům turkuské romantiky vyřešit tuto otázku. Romantismus v jejich pojetí obracel pozornost k obyčejnému lidu jako k nositeli kultury. Podle jejich názoru byl každý národ výjimečný a tato výjimečnost vycházela z jeho jazyka, dějin a lidového básnictví a že jediný způsob, jak zachránit vlast, je navrátit jí její národnost. Někteří doufali ve vývoj národního jazyka, finštiny, neboť tím by se daly odrazit ruské a švédské vlivy. O turkuském romantismu se proto nedá hovořit jako o romantismu v plném slova smyslu. Romantický je především pohled na národ a zájem o lidovou kulturu, v níž se hledá duše národa, dále koncepce přírody, panteistické tendence a využívání folklóru k budování národní identity.
Roku 1815 založili mladí vysokoškolští učitelé v čele s Johanem Gabrielem Linsénem v Turku v duchu romantismu a národních idejí literárně-filozofickou společnost Selma přejmenovanou roku 1817 na Aura. Myšlenkově společnost navazovala na Porthanem založenou společnost Aurora z roku 1770. V letech 1817 a 1818 vydala společnost dvě čísla kalendáře Aura, jehož texty byly sice napsány švédsky, ale autoři se v článcích vyjadřovali k finskému jazyku, literatuře a vzdělanosti. V letech 1819 až 1823 vydávala společnost literární a naučný časopis Mnemosyne, pojmenovaný po řecké bohyni paměti. Časopis založil rovněž Johan Gabriel Linsén společně s profesorem filozofie Fredrikem Bergbomem a redigoval jej až do roku 1823.
Když se akademie v roce 1827 kvůli požáru v Turku přestěhovala do Helsinek, aktivity finského národního obrození tam pokračovaly v kruhu Sobotního spolku (Lauantaiseura), založeného roku 1830.

## Představitelé

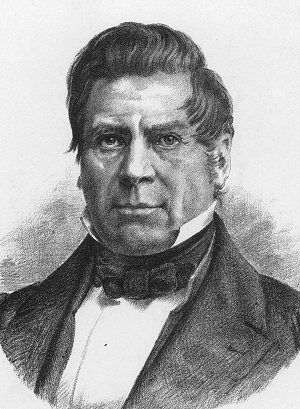
Adolf Ivar Arwidsson

Jedním z nejvýznamnějších představitelů turkuské romantiky byl finský politický novinář, spisovatel a historik Adolf Ivar Arwidsson (1791-1858). Od roku 1821 vydával vlastní noviny Åbo Morgonblad, v nichž zveřejňoval své radikální národně-vlastenecké myšlenky týkající se např. správy a úřednictva. Vyzdvihoval také důležitost finského jazyka jako klíčového poznávacího znaku národnosti významného pro udržení celistvosti národa. Proto vyzýval k jeho ochraně, protože s jeho zaniknutím by zanikl i národ. Arwidsson ve svých radikálních textech kritizoval úřednictvo, duchovenstvo i soudce. Jeho ostrost ho stála místo přednášejícího na Královské akademii a nakonec roku 1823 musel opustit Finsko. Jeho odchod do Švédska znamenal velké oslabení vlivu turkuské romantiky.
Opatrnější turkští romantici proměnili politické cíle ve vědecké a kulturní a zdůrazňovali důležitost finského jazyka, který byl podle nich tím, co by nejvíce stmelovalo národ. Kromě již zmíněného Johana Gabriela Linséna (1785-1848) se k nim řadí především
- Jaakko Juteini (1781–1855), autor prvních finsky psaných divadelních her, povídek a umělých písní.
- Johan Jakob Tengström (1787–1858), profesor filosofie, propagátor sběratelství lidové poezie a nezbytnosti rozvoje finského jazyka.
- Abraham Poppius (1793-1866) básník a sběratel lidové poezie.
- Anders Johan Sjögren (1794-1855), etnolog a lingvista.
- Carl Axel Gottlund (1796–1875), básník a jazykovědec.

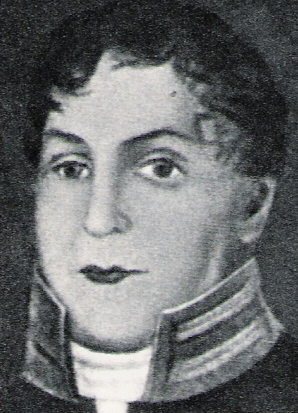
Jaakko Juteini
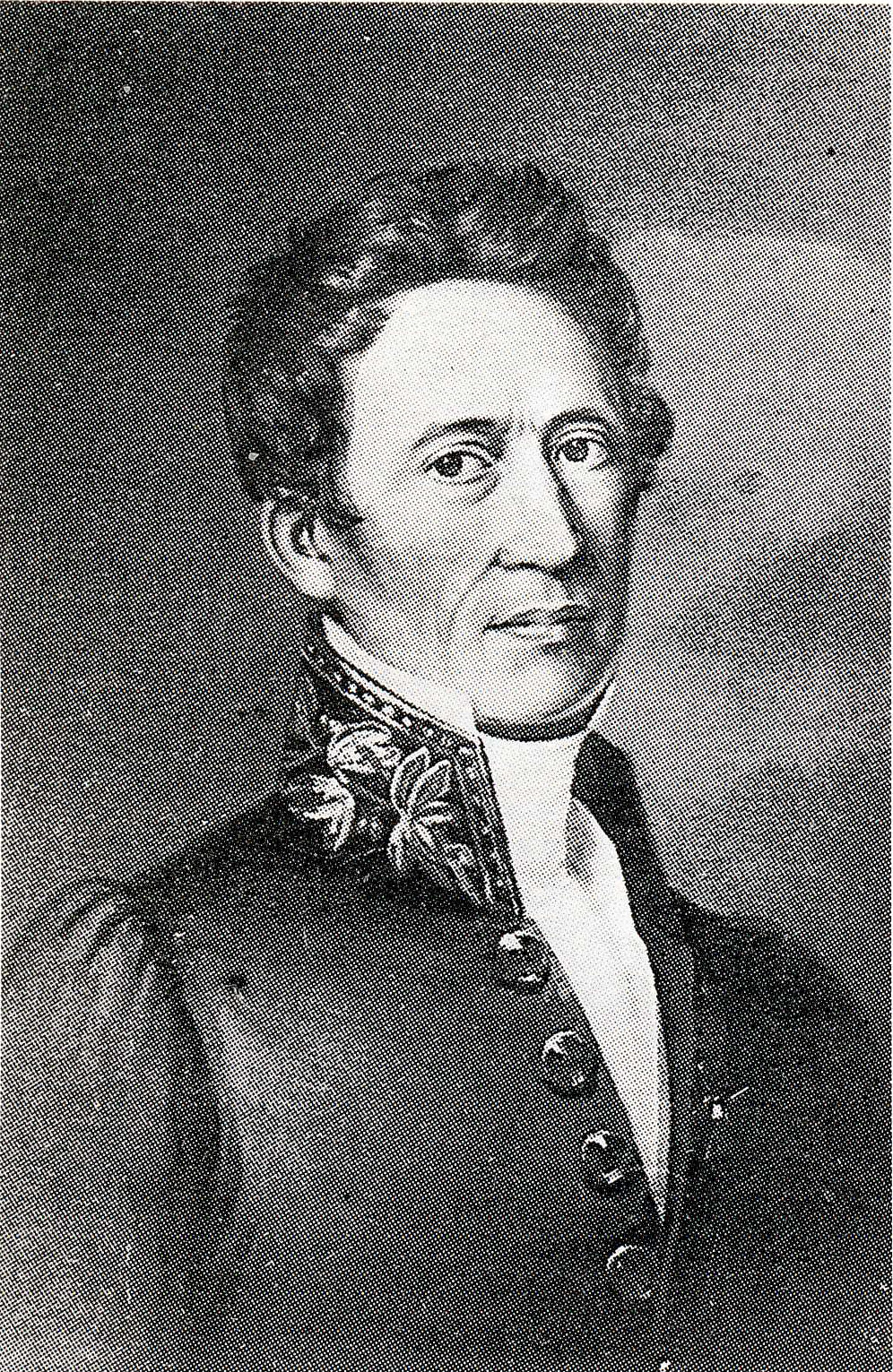
Johan Jakob Tengström
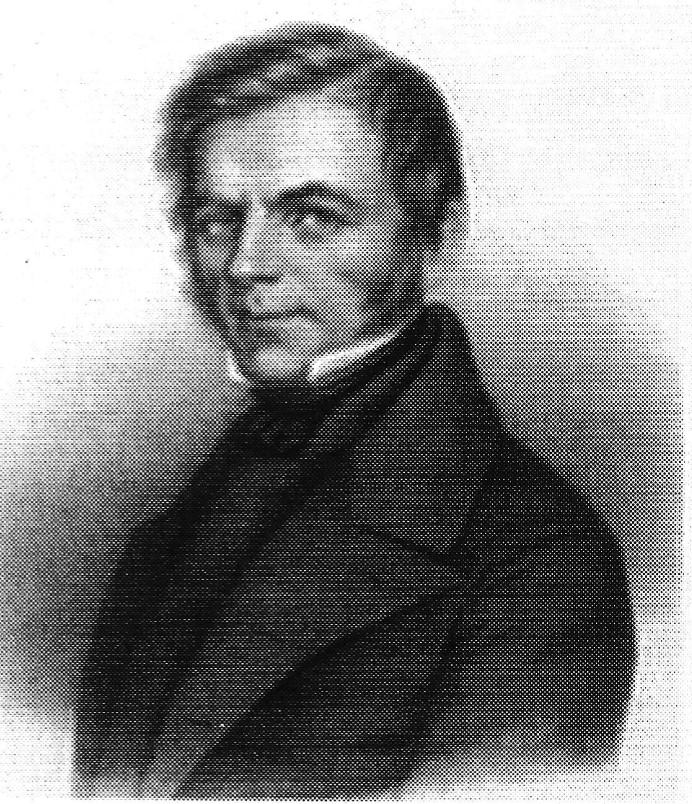
Anders Johan Sjögren
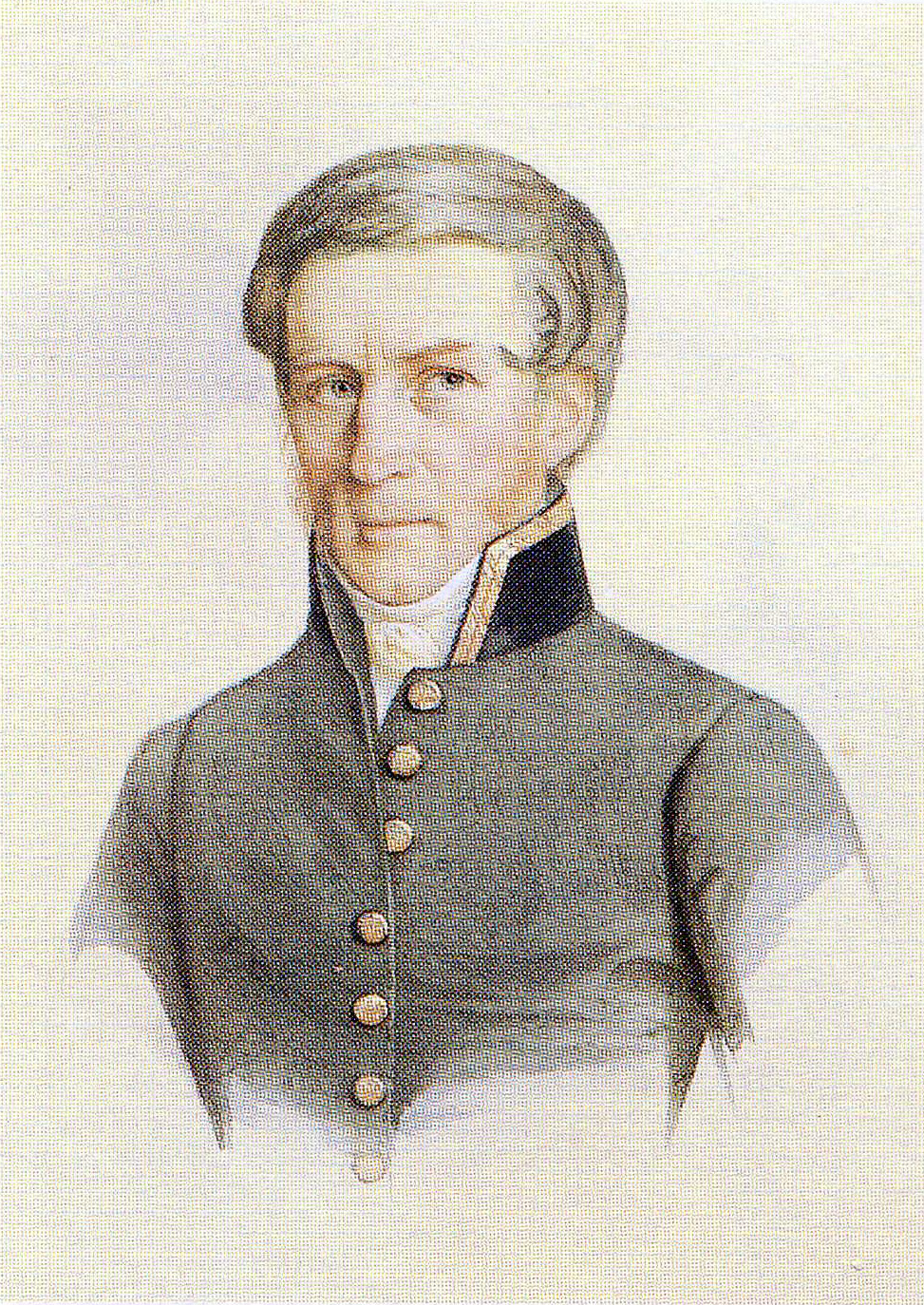
Carl Axel Gottlund